# Vivant Beaucé
Pour les articles homonymes, voir Beaucé (homonymie).
Vivant Beaucé, né à Nolay (Côte-d'Or) le 1er janvier 1818, et mort à Paris 9e le 18 mars 1876, est un peintre, dessinateur et illustrateur français.

## Biographie
En tant que peintre, il expose à Paris dès 1843. Il réalise également à cette époque parmi les premières affiches lithographiées, à l'instar de Tony Johannot ou Paul Gavarni, servant de réclame aux éditeurs (Armorial universel). Il pratique également la gravure sur bois et illustre ainsi de nombreux livres ainsi et des périodiques.
En novembre 1848, le ministère des Colonies lui propose une mission en Algérie d'où il envoie un journal accompagné de dessins pour L'Illustration ("Les colons de Zurich, province d'Alger", 1851).
Par la suite, il entreprend un voyage à Saint-Pétersbourg d'où il ramène quelques portraits et paysages.
Tout comme son homonyme, Jean-Adolphe Beaucé, avec qui il n'a peut-être aucun lien, il illustra le livre d'Alexandre Dumas, Les Trois Mousquetaires, de dessins gravés par Adolphe Gusman (1849).
Le musée d'Orsay conserve un portrait de lui signé du photographe Étienne Carjat (v. 1870).

## Œuvres

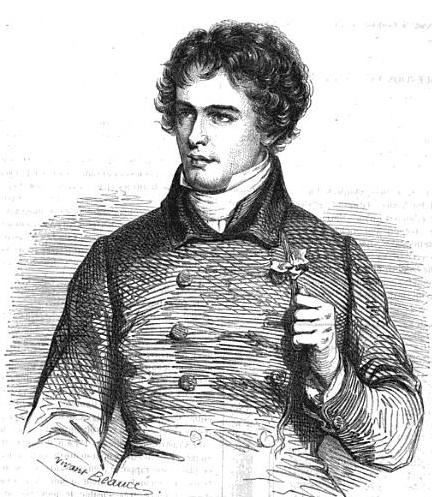
Victor Jacquemont, dessin et gravure de Vivant Beaucé, paru dans le Magasin pittoresque (1851).

- Louis-Agathe Berthaud, Le goguettier, illustré avec Paul Gavarni, Léon Curmer, 1841
- L'Ancienne Auvergne et le Velay, Desrosiers, s.d.
- Contes du temps passé, Léon Curmer, 1843
- Alexandre Dumas, Les Trois Mousquetaires, J. B. Fellens & L. P. Dufour, 1846 (sur Gallica)
- Don Quichotte combat les marionnettes qu'il prend pour des Maures d'après Charles Coypel, 1852
- Le Capitaine Huguet de Massillia, directeur de la galerie zoologique, suite de gravures, Bertauts, 1870